# ブンダバー
『ブンダバー』は、2001年に発表された日本の児童書。くぼしまりお作、佐竹美保画。

## 概要
おしゃべり出来る黒猫ブンダバーとホルムの町の人々の交流を描いた物語。現在10巻まで刊行され、2006年から少し大きくなった『ブンダバー』の読者のために少し対象年齢を上げた『ブンダバーと仲間たち』シリーズが執筆されている。

## 書籍情報

### ブンダバー
1. ブンダバー1
2. ブンダバー2
3. ブンダバー3
4. ブンダバー4
5. ブンダバー5
6. ブンダバー6
7. ブンダバー7
8. ブンダバー8
9. ブンダバー9
10. ブンダバー10

### ブンダバーとなかまたち
1. ブンダバーとモモ
2. ブンダバーとタンちゃん
3. ブンダバーのネコの手かします
4. ブンダバーとわんわんわん
5. ブンダバーのいってきま～す！
6. ブンダバーのただいま～！
7. ブンダバーとにゃんにゃんにゃん
8. ブンダバーとネズミのワゴナー
9. ブンダバーと会ったなら